# Jeremy Sheffield
Jeremy Sheffield est un acteur britannique né le 17 mars 1966 , à Kelvedon, (Essex).

## Filmographie

### Clip vidéo
- 1983 : I Want to Break Free de Queen, danseur
- 1997 : Torn de Natalie Imbruglia, petit ami

### Série Télévisée
- 2004 - 2005 : Ash et Scribbs (Murder in Suburbia), Sullivan
- 2000 - 2003 : Holby City, Alex Adams

### Téléfilm
- 1998 : Merlin (TV) : Lancelot du Lac

### Cinéma
- 2005 : Un homme à tout prix : Jeff
- 2005 : Creep : Guy
- 2009 : Last Chance for Love de Joel Hopkins : Matt
- 2009 : Un bébé à tout prix : James
- 2009 : The Children : Robbie
- 2010 : Street Dance 3D : Michael